# Алберт II фон Грумбах
Алберт II фон Грумбах (на немски: Albert II von Grumbach; † между 10 септември 1241 и 10 септември 1243) от благородническата фамилия Грумбах, е господар на Ротенфелс-Грумбах и фогт на манастир Шлюхтерн в Хесен.

## Произход и наследство
Той е син на Хайнрих II фон Ротенфелс, фогт на Нойщат († декември 1230). Внук е на Алберт I фон Ротенфелс-Грумбах, фогт на Китцинген († 1190, Мала Азия), и съпругата му фон Лобдебург. Правнук е на Марквард II фон Грумбах († 1164) и съпругата му Тута († 1/15 април) и праправнук Марквард I фон Грумбах, фогт на манастирите Шлюхтерн и Нойщат ам Майн († 1125), и Фридеруна фон Вазунген († 1149/1157). Племенник е на Мехтилд фон Грумбах, омъжена за Конрад I фон Тримберг († сл. 1230).
Фамилията Грумбах измира по мъжка линия през 1243 г. със смъртта на Алберт II фон Грумбах. Собственостите отиват на граф Лудвиг фон Ринек, който е женен за дъщеря му Аделхайд.

## Деца
Алберт II фон Грумбах има една дъщеря:
- Аделхайд (Уделхилд) фон Грумбах (* ок. 1240; † 18 юли 1300), омъжена за граф Лудвиг VI (III) фон Ринек (* ок. 1236; † 1 май 1291)